# محمد الزعابي
محمد حمدان سعيد الزعابي (مواليد 20 أبريل 1994، لاعب كرة قدم إماراتي يجيد اللعب في خط الوسط.
لعب سابقاً في نادي الوحدة ونادي الظفرة ونادي بني ياس ونادي الفجيرة.
و هو شقيق اللاعب طحنون الزعابي .

## روابط خارجية
- محمد الزعابي على موقع Soccerway.com (الإنجليزية)